# نووا وس و باکووا
نووا وس و باکووا (به چکی: Nová Ves u Bakova) یک منطقهٔ مسکونی در جمهوری چک است که در ناحیه ملادا بولسلاو واقع شده‌است. نووا وس و باکووا ۳٫۶۶ کیلومتر مربع مساحت و ۲۴۲ نفر جمعیت دارد.